# Államok vezetőinek listája 310-ben
Ezen az oldalon az i. sz. 310-ben fennálló államok vezetőinek névsora olvasható földrészek, majd országok szerinti bontásban.

## Európa
- Boszporoszi Királyság
  - Király: Rhadamszadiosz (309/310–322/323)

- Római Birodalom
  - Császár (tetrarchia): Maximinus Daia (305–313)
  - Császár (tetrarchia): I. Constantinus (306–337)
  - Császár (tetrarchia): Galerius (293–311)
  - Császár (tetrarchia): Licinius (308–324) 
    - Consul: Maxentius császár

## Ázsia
- Armenia
  - Király: III. Tiridatész (293–330)

- Ibériai Királyság
  - Király: III. Mirian (284–361)

- India
  - Anuradhapura
    - Király: Sziriméghavanna (304–332)

  - Vákátaka
    - Király: I. Pravaraszéna (284–344)

- Japán
  - Császár: Ódzsin (270–310)

- Kína (Csin-dinasztia)/Tizenhat királyság
  - Császár: Csin Huaj-ti (306–313)
  - Han Csao: Liu Jüan (304–310)
    - Liu Ho (310)
    - Liu Cung (310-318)

  - Cseng Han: Li Hsziung (304–334)

- Korea
  - Pekcse
    - Király: Pirju (304–344)

  - Kogurjo
    - Király: Micshon (300–331)

  - Silla
    - Király: Kirim (298–310)
    - Király: Hulhe (310–356)

  - Kumgvan Kaja
    - Király: Kodzsilmi (291-346)

- Szászánida Birodalom
  - Nagykirály: II. Sápur (309–379)

## Afrika
- Kusita Királyság
  - Kusita uralkodók listája

## Amerika
- Tikal
  - Király(nő): Unen Bahlam (kb. 307-kb. 317)

## Fordítás
- Ez a szócikk részben vagy egészben  a   Liste der Staatsoberhäupter 310 című német Wikipédia-szócikk ezen változatának fordításán alapul.  Az eredeti cikk szerkesztőit annak laptörténete sorolja fel. Ez a jelzés csupán a megfogalmazás eredetét és a szerzői jogokat jelzi, nem szolgál a cikkben szereplő információk forrásmegjelöléseként.